# Белги

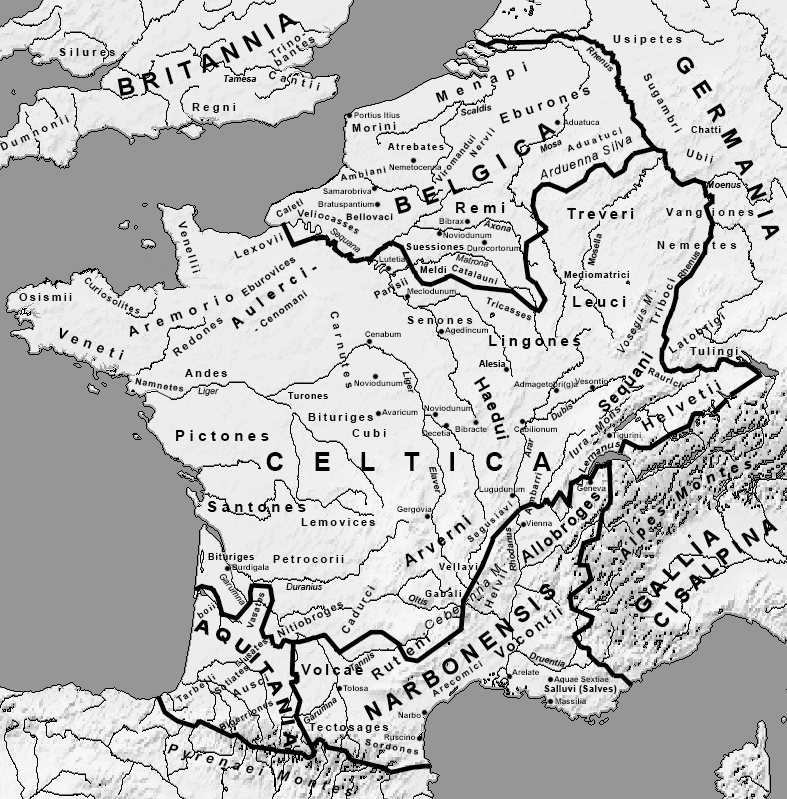

Белги (лат. Belgae) — кельтські племена, що населяли Північну Галлію (між Сеною, Північним морем і Рейном) і почасти західне узбережжя Британії приблизно з 300 до н. е..
Найважливіші з белзьких племен: белловаки, суессіони (свессіони), реми, амбіани, атребати, морини, менапії (менапійці), нервійці, адуатуки, ебурони і тревери. Також до белгів відносять і плем'я кантіїв, які якщо і не були складовим племенем белгів, то зазнали дуже значного впливу з боку белгів.
Головним містом белгів вважався Дурокортор в області мешкання ремів (теперішній Реймс).
У 58 — 51 до н. е. галльські белги були підкорені Юлієм Цезарем; пізніше, з 16 до н. е., країна белгів стала далекою периферією римської держави; південно-західна її частина увійшла до складу римської провінції Белгіка з центром у місті Августа Треверська (пізніше Белгіка II), а північно-східна частина — в складі утвореної 89 року римської провінції Германія Нижня.
У середині I століття римлянами остаточно була завойована територія розселення белгів у Британії.
У V столітті після завоювання Белгіки франками, белги були частково знищені завойовниками, частково злилися з ними. Ця територія заселялася германськими племенами — франками, почасти також фризами і саксами, які значною мірою германізували колишнє белго-римське населення Північної Белгіки (згодом стало складовою частиною фламандської народності); германізація белго-римського населення Південної Белгіки була незначною (тут склалася згодом валлонська народність).
Назва племені белгів збереглася у назві сучасної Бельгії.